# Novo Som
Novo Som é uma banda gospel de pop rock brasileira. É um dos mais conhecidos grupos deste segmento no Brasil. Originou-se no Rio de Janeiro, em 1983, e gravou seu primeiro álbum, Um Novo Som para Cristo, no ano de 1988. O Novo Som é dedicado ao público cristão, mas seu público não se resume apenas a evangélicos.
A banda ganhou notoriedade no país após o segundo álbum, Pra Você, lançado em 1990. A voz marcante de Alex Gonzaga, vocalista desde o início da banda, e as composições poéticas e diferenciadas do ex-baixista e principal compositor do grupo, Lenilton Silva, são as principais características que deram popularidade ao Novo Som. A banda possui diversos hits, como Escrevi, Acredita, Meu Universo, Venha Ser Feliz, Herói dos Heróis, entre outros.
O Novo Som ainda é figura entre os principais artistas gospel do Brasil e é uma das mais importantes e duradouras bandas do segmento no país que já ganhou e foi indicado a diversos prêmios ao longo dos anos. A banda já se apresentou em todos os estados do país, tanto nas capitais, como em muitas cidades interioranas.

## História
O Novo Som surgiu como um grupo de louvor da Igreja Batista em Padre Miguel, RJ. É uma das únicas bandas gospel que surgiu nas igrejas evangélicas no início dos anos 80 e manteve carreira sólida. Gravou o primeiro álbum em 1988 e atua até os dias de hoje, fazendo shows por todo o país. A banda já vendeu mais de um milhão de cópias em mais 30 anos de carreira e já tocou em todo o Brasil e fora dele. As músicas da banda já ficaram por diversas vezes entre as mais tocadas nas rádios evangélicas do país.
A banda conseguiu, ao longo da carreira, se estabelecer e acumular diversos prêmios. Apesar de manter o mesmo estilo original, novas concepções artísticas foram incorporadas à musicalidade da banda, que tem reconhecimento também fora do Brasil. Em novembro de 2002, o Novo Som fez seu primeiro show fora do país, em Lowell (Boston). A turnê em questão passou por algumas cidades dos EUA. A banda já esteve também em todos os estados brasileiros e em grandes casas de espetáculos, inclusive, em uma das maiores casas de shows da América Latina, o Metropolitan, atual Citibank Hall.
O Novo Som também já tocou para grandes públicos. Em 2000, durante o evento Canta Brasil 500 Anos, a banda cantou seus clássicos para mais de 80 mil pessoas, no Estádio do Maracanã. Em 2002, se apresentou para cerca de 100 mil pessoas, na Praça da Apoteose, no Rio De janeiro. Em 2004, tocou para um público de mais de 150 mil pessoas, na Praia de Copacabana. Além de participar de outros eventos que também tiveram recorde de público, como o Canta Rio 99, Canta Rio 2006 e Louvorzão da 93, em 2010.
O primeiro LP da banda, "Um Novo Som Para Cristo (1988)", foi lançado, a convite, pela extinta gravadora Favoritos Evangélicos. Anos depois, quando o trabalho da banda começou a se profissionalizar, Alex Gonzaga e Paulo Paiva, fundaram o selo NS Records. Na gravadora, foram lançados os álbuns "Pra Você (1990)"; "Passaporte (1992)"; "Luz (1993)"; "Ao Vivo I (1994)"; "De Coração (1995)"; "Meu Universo (1997)"; "VHS Ao Vivo no Imperator (1997)"; "15 Anos (1998)"; "Não é o Fim (1999)"; e "Ao Vivo II (1999). A NS Records também lançou algumas coletâneas e álbuns de outros artistas.
Depois de cerca de 10 anos lançando CDs pelo selo NS Records, o Novo Som assinou contrato com a maior gravadora gospel do país, a MK Music. Na gravadora, foram lançados os CDs "Herói dos Heróis (2000)"; "Um Dia a Mais (2002)"; "Vale a Pena Sonhar (2004)"; "Na Estrada (2007)"; e "Estação de Luz (2009)". Além das coletâneas: "As 10 Mais - MK CD Ouro (2005)"; "Falando de Amor (2010)"; e "Gospel Collection - Ao Vivo (2014)". A passagem pela gravadora também rendeu participações em vários volumes da coletânea "Amo Você", "Arrebatados Remix", entre outras. A parceria de sucesso entre o Novo Som e a MK Music durou 12 anos, quando o Novo Som se despediu da gravadora em 2012.
A banda começava a consolidar a carreira em todo o país quando, em 1993, no terceiro álbum da carreira, o CD "Luz", era lançada a primeira música romântica gospel da história. A canção "Eu e Você" chegou para quebrar paradigmas no segmento e serviu de base para que outros artistas do meio também começassem a lançar músicas do estilo. A partir deste CD, a banda começou a gravar pelo menos uma música romântica em cada álbum.
Em 1994, o Novo Som reúne as músicas de maior sucesso e grava o primeiro disco ao vivo. O "Novo Som Ao Vivo Vol. 1" foi gravado na Rio Sampa, RJ, e contou com sucessos, como "Acredita", "Pra Você", "Para Sempre", "Elo de Amor", "Passaporte", "Eu e Você" e "É Assim". Este seria o último álbum com a participação de Ney Rodrigues nos teclados. O músico faleceu antes do lançamento do disco. Mito Pascoal, à época, ainda não fazia parte da formação oficial da banda, mas participou da gravação, como convidado.
Em 1995, em homenagem a Ney Rodrigues (que morreu em 1994), o Novo Som entra em Estúdio para gravar um dos CDs de maior sucesso da carreira: "De Coração". A música que dá nome ao disco foi dedicada a Ney. No álbum, a banda também lançou um hit estrondoso: "Escrevi". A música fortaleceu ainda mais o Novo Som nas paradas de sucesso e foi considerada pela Billboard como uma das mais tocadas do ano de 1995, no ranking geral, ao lado de famosas músicas seculares. A partir deste disco, Mito Pascoal passou a fazer parte da formação oficial.
Depois do fenômeno "De Coração", a banda se reuniu novamente para planejar o próximo projeto. Em 1997, o CD "Meu Universo" foi lançado ao mercado. Nele, os hits "Meu Universo", "Não Me Deixe Te Deixar", "Nova Estrada" e "Nossa História" logo chegaram às rádios de todo o país. Após o lançamento do CD, Natinho (guitarrista), deixa sua vaga na banda e é substituído por Serginho Knust, que na época, era guitarrista da banda Yahoo.
Em 1997, a banda decide gravar o show de lançamento do CD Meu Universo, de 1997, para analisar a qualidade da musicalidade à época. No entanto, a gravação chamou positivamente a atenção dos integrantes, que decidiram, então, lançá-lo em VHS. O evento foi gravado no Imperator, casa de shows do Rio de Janeiro. Em 2005, o projeto começou a ser distribuído, em DVD, pela gravadora Art Gospel.
Um ano mais tarde, em 1998, a banda reúne os maiores sucessos da carreira e lança o álbum comemorativo "Novo Som - 15 Anos". Músicas como "Pra Você", "Passaporte", "Escrevi", "É Assim" e "Certeza da Vitória", compõem o repertório.
Em 1999, depois de dois anos sem lançamentos inéditos, Alex Gonzaga, Geraldo Abdo, Lenilton Silva, Mito Pascoal e Sérgio Knust entram em estúdio para gravar outro disco que faria grande sucesso: "Não é o Fim". Nele, estão presentes as músicas: "Venha Ser Feliz", "Estou Aqui", "Bandido ou Herói", entre outras. Lenilton Silva e Mito Pascoal estreiam, neste álbum, também como cantores, em "Pra Não Esquecer" e "No Jardim do Coração", respectivamente.
O disco "Não é o Fim" foi alvo de uma das maiores polêmicas que envolveram o Novo Som. A música "Fonte do Amor", composta por Sérgio Knust, foi acusada de fazer referência a uma prece espírita. A suspeita foi confirmada e a banda precisou se retratar publicamente. O guitarrista, por conseguinte, foi afastado da banda. Com isso, todas as cópias do disco (inclusive playbacks) foram retiradas do mercado e, tempos depois, uma nova versão do CD foi para as lojas, em edição especial, sem as duas músicas compostas por Knust. A música "Semente de Deus" não foi alvo de polêmicas, mas, por ter sido composta por Serginho, também foi tirada, para evitar novas contradições.
Ainda em 1999, o Novo Som lança seu último álbum pela NS Records. O dico "Ao Vivo Vol. 2" foi gravado no Ginásio do Álvares Cabral, em Vitória, ES. Em seu repertório, "Deixa Brilhar a Luz", "Não Me Deixe Te Deixar", "Luz", "Escrevi", entre outros sucessos.
No ano 2000, uma nova história começa a ser escrita na carreira do Novo Som. A banda, enfim, assina contrato com a gravadora MK Music. Naquele ano, é lançado o Disco "Herói dos Heróis", primeiro fruto da parceria. Com tiragem inicial de 100 mil cópias, o álbum é certificado e logo recebe dico de ouro pela ABPD. Seus hits ("Meu Sonho", "Pra Te Conduzir" , "O Segredo" e "Herói dos Heróis") também disparam nas paradas de sucesso do país e, até hoje, fazem parte do repertório da banda nos shows.
Em 2001, Alex Gonzaga inicia sua carreira solo, paralela à banda. Neste ano, lança, também pela MK Music, o CD "Canções, Eternas Canções", reunindo músicas que fizeram sucesso nas décadas de 70 e 80, em nova roupagem, além de faixas inéditas. O sucesso "Aprender a Perdoar" está neste disco.
Dois anos mais tarde, em 2002, o Novo Som lança, ainda pela MK Music, o CD "Um Dia a Mais". A música homônima ao título do álbum foi composta pelo então guitarrista, Joey Summer. Neste CD também estão inclusas as músicas "Voz do Coração", "infinitamente" e "Sempre é Possível". Este CD é o último álbum com a participação do baixista, compositor e co-fundador do Novo Som, Lenilton Silva, que deixou a banda após desentendimentos com os demais membros. o álbum vendeu cerca de 60 mil cópias.
Em 2003, a gravadora lança o segundo álbum solo de Alex Gonzaga: "Vou Continuar". O disco tem composições de Mito, Lenilton e Mattos Nascimento, além de duas músicas românticas: "Meu Amor é Você" e "Diz que Sim".
Após a saída de Lenilton Silva, Charles Martins assume o posto de baixista da banda. O músico convidado participaria de eventos de gravações em estúdio. Já com nova formação, em 2004, é lançado o CD "Vale a Pena Sonhar", ainda pela MK Music. Além da música título do CD, fizeram sucesso as músicas "Águas", "Por Um Segundo", "Teu Choro" e "Nas Mãos do Pai". Este é o primeiro CD do Novo Som com músicas de vários compositores (Joey Summer, Wagner Carvalho, Jill Viegas, Davi Fernandes, Mito Pascoal, dentre outros), já que nos discos anteriores, a maioria das músicas eram compostas por Lenilton Silva. O CD também recebeu CD de Ouro, pela ABPD, por mais de 50 mil cópias vendidas.
Em 2005, a MK Music lança a coletânea "As 10 Mais - MK CD Ouro". Um dos artistas escolhidos para compor a coletânea foi o Novo Som. O álbum contêm as dez músicas de maior sucesso dos três CDs lançados, até então, pela gravadora.
Já em 2006, Alex Gonzaga lança seu terceiro álbum solo: "Canções, Eternas Canções 2". A ideia é semelhante à do primeiro álbum: regravar músicas de sucesso dos anos 70, 80 e 90. Neste dico, estão as músicas: "Renova-me", "Autoridade e Poder", "Via Dolorosa" e o hit "Ele é Jesus".
Ainda em 2006, o Novo Som grava o CD/DVD ao vivo, intitulado Na Estrada. O trabalho foi realizado na cidade de Manaus, no Amazonas, e considerado o primeiro DVD gospel gravado na cidade. O Lançamento aconteceu em meados de 2007. O objetivo do DVD era mostrar como era um show da banda à época. Por isso, o nome Na Estrada.
Em 2009, é lançado outro CD, intitulado Estação de Luz. O álbum conta com canções inéditas e com as regravações das canções "Desacreditado", da Banda e Voz, escrita por Natan Brito e da canção título "Estação de Luz", da banda Praise Machine e "Recomeçar" composta por Edson Gadelha e David Fantazzini. O álbum também trouxe três canções românticas (uma delas, Na beleza do Teu Olhar, de autoria do ex-baixista da banda, Lenilton). Este seria o último álbum de estúdio lançado pela MK Music. Após a gravação, Joey Summer, que fazia parte da banda desde 2002, deixa o Novo Som para se dedicar à carreira solo internacional. Em seu lugar, assume o músico Marcelo Horsth, filho de Cleberson Horsth (Pianista do grupo Roupa Nova)
Em 2010, a MK Music lança mais uma coletânea. "Falando de Amor" reúne as músicas românticas de maior sucesso da carreira do Novo Som e Alex Gonzaga, gravadas a partir de 2000.
No ano seguinte, 2011, é lançado o quarto álbum solo de Alex Gonzaga. "Canções, Eternas Canções 3" tem regravações de grandes clássicos da música gospel, como "Segura Na Mão de Deus", "Primeiro Amor", Cem Ovelhas", "Um Milagre Senhor", "Mover do Espírito", "Desapareceu Um Povo" e "Meu Tributo". A música "Segura Na Mão de Deus", além de ser um sucesso, foi composta pelo pai de Mito Pascoal, o Pastor Nelson Monteiro da Mota.
Em 2012, a banda - por meio do programa Canções Para Sempre, apresentado por Alex Gonzaga, na Rádio Melodia -, anuncia a saída da gravadora MK Music, da qual fazia parte há 12 anos. Na ocasião, anunciaram também que a banda lançaria, nos próximos anos, coletâneas e um DVD em comemoração aos 25 anos de carreira.
No ano seguinte, a banda assina contrato com a Mess Entretenimento e também participa do projeto Mais que Amigos = Irmãos, junto com a banda Catedral. A parceria com a gravadora rendeu o lançamento da Coletânea "Novo Som Para Sempre", em três volumes.
Ainda em 2013, a banda anuncia que Lenilton Silva (baixo) e Natinho Nogueira (guitarra) retornariam, como convidados, para a gravação de um DVD, com os maiores sucessos do grupo, em comemoração aos seus mais de 25 anos de carreira. Natinho já fazia parte da equipe de produção da banda, na estrada, já há algum tempo. A "Formação Clássica", como foi batizada, realizou turnê de shows por todo o país, durante dois anos.
Em 14 de novembro de 2014, a banda lança o single "Espelho", composto por Val Martins e Lenilton. Primeira música do Novo Som após 2 anos sem gravações inéditas.
Ainda em 2014 lançaram o CD e DVD Mais Que Amigos = Irmãos, gravado em 2012, junto com a banda Catedral. O álbum foi lançado de forma independente, a princípio, e mais tarde distribuído pela gravadora Mess Entretenimento. O registro do show contém 14 faixas e uma inédita chamada Um Motivo Para Sorrir, composta por Davi Fernandes e Jill Viegas. A faixa inédita será relançada em 2018 no CD Deus é Mais.
Em 18 Julho de 2015, a banda grava, no Teatro Bennett, no Rio de Janeiro, o DVD comemorativo de 25 Anos de carreira. O evento teve participações especiais de Mattos Nascimento e Lívia Gavazzi, músicos da orquestra sinfônica e o coral da igreja Unidade em Cristo. O projeto teve um tom intimista e o repertório contou com grandes sucessos da banda, além da música inédita “Espelho”. O projeto reuniu a formação clássica da banda, com Lenilton Silva, no baixo e Natinho, na guitarra. O show contou também com a participação dos músicos que acompanham a banda na estrada: Marcelo Horsth, na guitarra, e Leandro Silva no teclado.
Após a gravação do DVD, Lenilton Silva e Natinho Nogueira deixaram de fazer parte da formação efetiva da banda. Segundo Alex Gonzaga, os músicos foram convidados para a "Turnê 25 Anos" e, posteriormente, para a gravação do DVD comemorativo.
Devido a isso, em agosto de 2015, Lenilton Silva divulga, em seu perfil Facebook, uma "nota oficial". Nela, o compositor e ex-baixista do grupo esclarece os supostos motivos que ocasionaram sua saída da banda, tanto em 2003, como em 2015. No texto, ele fala sobre os atritos entre os membros da banda, principalmente nas reuniões que antecederam a gravação do DVD. Lenilton também relata que deseja extinguir toda e qualquer parceria musical com os músicos do Novo Som. O compositor também proíbe verbalmente a banda de executar suas composições em eventos. Não há, no entanto, processos judiciais envolvidos.
Já em 2016, o Novo Som lança uma nova modalidade de shows: "Lado B - Eletro Acústico". Neste tipo de apresentação, são tocadas as músicas que fizeram sucesso na carreira do Novo Som, mas que não foram para as rádios. A ideia tem dado certo e a agenda de show segue cheia de apresentações. O show de inauguração foi em Recife, no dia 4 de junho.
Também em junho de 2016, Alex Gonzaga - vocalista da banda - faz uma participação especial na música intitulada "Cuida do Meu Coração", no single da cantora gospel, Ana Rosa. Um clipe da canção também foi lançado. A música foi lançada apenas nas plataformas digitais.
Em 2017, um novo tipo de show passa a ser apresentado ao público. Intitulado "Novo Som - Os Três", o evento tem tom acústico e intimista e traz uma formação reduzida da banda: Alex Gonzaga no vocal, Mito Pascoal no teclado e Geraldo Abdo no cajon. Shows com a banda "completa" continuam acontecendo paralelamente.
Em sua carreira, o Novo Som conquistou vários prêmios da crítica especializada e com vendagens expressivas de CDs. Na carreira, já são 22 álbuns lançados, com mais um milhão de cópias vendidas, além de quatro DVDs.
Em 2018, a banda é contratada pela gravadora Universal Music e anuncia o lançamento de um novo EP intitulado Deus é Mais, com 5 músicas inéditas, compostas por Anderson Freire, Michael Sullivan, Joey Summer, etc.
Em 26 de Janeiro de 2021, a banda lança a música "Tudo o Que Trai o Teu Coração" com a participação de PG (ex-Oficina G3), composição de Joey Summer, produção de Mito. Em um estilo mais próximo do Pop do que do próprio Rock, o single proporciona o encontro desses artistas que já são vozes consagradas no cenário musical cristão brasileiro. “Além de divertido, esse encontro da gente com o PG é a consequência de uma amizade que já existe entre nós há muitos anos e nada melhor do que adorar a Deus entre amigos”, afirma Alex Gonzaga, vocalista do Novo Som.
Em 7 de Junho de 2022, a banda lança uma regravação da música "Você me Conquistou", composição de Jill Viegas, produção e parceria de Novo Som e Labidad Music Gospel.  
Em 2024, a banda assina um novo contrato com a gravadora MK Music e anunciam um novo projeto: "Legado", comemorando os 35 anos de ministério, com novos arranjos, dando uma nova cara a alguns sucessos da banda que ficaram marcados. Em janeiro foi lançado Herói dos Heróis e em fevereiro, "Acredita".  
Em 11 de junho de 2025 a banda lança nas plataformas digitais o single "Dizendo Sim" com a cantora Cristina Mel, pela gravadora Labidad Music. A canção, de estilo gospel romântico com produção e composição de Wagner Carvalho. O videoclipe foi lançado no dia seguinte.  

## Formações
Atual
- Alex Gonzaga - vocal (1982-atualmente)
- Mito Pascoal - teclados (1986-1990; 1994-atualmente)
- Geraldo Abdo - bateria (1990-atualmente)

Ex-integrantes
- Lenilton Silva - baixo (1988-2003 / 2013-2015)
- Ney Rodrigues (In Memorian) - teclados (1990- faleceu em 1994)
- Natinho Nogueira - guitarra (1992-1998 / 2013-2015)
- Marcio Antunes - guitarra (1984-1990)
- Rubens Gomes dos Santos - bateria (1988)

Músicos convidados:
- Eduardo Tenório - baixo (2015 - atualmente)
- Téo Dornellas - guitarra (atualmente)
- Marcelo Horsth - guitarra (2009 - 2017)
- Leandro Carvalho - guitarra (Eventualmente)
- Alberto Lima Gomes - percussão (1988)
- Deildo dos Santos - sax tenor (1988)
- Sérgio Knust (In Memorian)- guitarra (1997-1999) - faleceu em 2018
- Duda Nascimento - guitarra (1999)
- Dudu Ramos - guitarra (2000 - 2002)
- Joey Summer - guitarra (2002 - 2009)
- Charles Martins - baixo (2003 - 2012)
- Leandro Silva - teclados (2009 - 2015)
- Ziquito Corrone - guitarra (2017 - 2022)
- Thiago Moura - guitarra (eventualmente)
- Jefferson Leal - guitarra (eventualmente)
- William Santos - guitarra (eventualmente)
- Ozielzinho - guitarra (eventualmente)
- Jerê Roseno - guitarra (eventualmente)
- Daniel "Gaúcho" Rodrigues - baixo (eventualmente)
- Bruno Martins - bateria (durante a ausência de Geraldo Abdo)

## Discografia
- 1988 - Um Novo Som para Cristo
- 1990 - Pra Você
- 1992 - Passaporte
- 1993 - Luz
- 1994 - Ao Vivo Vol.1
- 1995 - De Coração
- 1997 - Meu Universo
- 1999 - Não é o Fim
- 1999 - Ao Vivo Vol.2
- 2000 - Herói dos heróis
- 2002 - Um Dia a Mais
- 2004 - Vale a Pena Sonhar
- 2007 - Na Estrada
- 2009 - Estação de Luz
- 2014 - Mais que Amigos = Irmãos em parceria com Catedral)
- 2016 - 25 Anos - Escrevendo Histórias
- 2018 - Deus é Mais
- 2024 - Legado 35 Anos

Coletâneas
- 1998 - 15 Anos
- 2005 - MK CD Ouro: As 10 Mais de Novo Som
- 2010 - Falando de Amor
- 2013 - Para Sempre (Vols.1, 2 e 3)
- 2014 - Gospel Collection - Ao VIvo

## Videografia
- 1997 - VHS Ao Vivo no Imperator
- 2005 - DVD Ao Vivo no Imperator (Relançado pela Art Gospel)
- 2007 - DVD Na Estrada (ao vivo em Manaus)
- 2014 - Mais que Amigos = Irmãos (Novo Som e Catedral)
- 2016 - 25 Anos - Escrevendo Histórias

## Videoclipes
- 2000 - Pra te Conduzir (álbum Herói dos Heróis)
- 2000 - Meu Sonho (álbum Herói dos Heróis)
- 2002 - Voz do Coração (álbum Um Dia a Mais)
- 2002 - Infinitamente (álbum Um Dia a Mais)
- 2004 - Herói dos Heróis Remix (álbum Arrebatados vol.1)
- 2004 - Por um Segundo (álbum Vale a Pena Sonhar)
- 2004 - Teu Choro (álbum Vale a Pena Sonhar)
- 2007 - Herói dos Heróis (Preview DVD Na Estrada)
- 2009 - Recomeçar (álbum Estação de Luz)
- 2014 - Espelho (Lyric vídeo - single)
- 2016 - Herói dos Heróis ft. Mattos Nascimento ao vivo (DVD 25 Anos)
- 2016 - Espelho ao vivo (DVD 25 Anos)
- 2018 - Deus É Mais (feat. Charles Martins no baixo)
- 2021 - Tudo o Que Trai o Teu Coração (feat. PG)
- 2022 - Você Me Conquistou

Clipes com outros artistas:
- 2002 - Um Verso de Amor (Alex Gonzaga e Pâmela)
- 2008 - Maior Riqueza (Alex Gonzaga e Ministério Razão Pra Viver)
- 2015 - Mesmo no Deserto (Alex Gonzaga e Miqueias Azevedo)
- 2016 - Santo - Projeto Oficina do Som (Alex Gonzaga, Kiko Chagas, Sérgio Saas, Melk Villar e Glauco Zulo)
- 2016 - Cuida do Meu Coração (Alex Gonzaga e Ana Rosa)
- 2025 - Dizendo Sim (Cristina Mel e Novo Som)

## Outros projetos
- 2013 - CD e DVD Mais que Amigos = Irmãos (Catedral & Novo Som)

## DVDs de eventos e participações em outros projetos (Alex Gonzaga e Novo Som)
- DVD Clipes Amo Você (Meu Sonho/Novo Som);
- Canta Brasil 500 (Certeza da Vitória/Novo Som);
- Canta Rio 2002 (Pra Te conduzir/Novo Som; Aprender a Perdoar/Alex Gonzaga);
- Canta Rio 2006 (Vale a Pena Sonhar/Novo Som);
- Canta Rio 99 (Não Me Deixe Te Deixar/Novo Som);
- Canta Zona Sul DVD 1 (Abertura, Um Dia a Mais, Herói dos Heróis, Infinitamente e Nova Estrada/Novo Som);
- Canta Zona Sul DVD 2 (Um Verso de Amor/Pamela ft. Alex Gonzaga);
- Clipes MK vol.1 (Ele é Jesus/Alex Gonzaga);
- Clipes MK vol. 4 (Recomeçar/Novo Som);
- Louvorzão vol. 2 2010 (Recomeçar/Novo Som);
- MKaraokê – Clipes e Karaokê vol.1 (Um Verso de Amor/Pamela ft. Alex Gonzaga; Vou Continuar/Alex Gonzaga; Herói dos Heróis/Novo Som);
- MKaraokê – Clipes e Karaokê vol.2 (Voz do Coração/Novo Som);
- O Cristo da Paixão (Herói dos Heróis/Novo Som);
- DVD Clipes Amo Você 20 Anos (Um Verso de Amor/Pamela ft. Alex Gonzaga).

## Prêmios
Durante a carreira a banda recebeu diversos prêmios, sendo os principais:
- Troféu Imprensa, da Folha Cristã como Melhor Banda Gospel de 1994
- Melhor Capa em LP evangélico de 1994
- Melhor Banda Cristã de 1995 (Folha Cristã)
- Disco de Ouro, como Melhor Música, de 1995
- Trofeu Imprensa, da Radio 105 Fm, como Melhor Banda de 1995
- Melhor Compositor 1995 - Lenilton, pela 105 Fm
- Prêmio de Melhor Banda de 1995, da Rádio Cidade FM, de Belo Horizonte
- Prêmio de Melhor Banda de 1999
- Várias indicações ao Troféu Talento
- CD de Ouro - álbum Meu Universo 1997 (tiragem inicial de 100 mil cópias)
- CD de Ouro - álbum Não é o Fim 1999 (tiragem inicial de 100 mil cópias)
- Melhor Grupo - Troféu Talento 2000
- CD de Ouro - álbum Herói dos Heróis 2000 (tiragem inicial de 100 mil cópias)
- CD de Ouro - álbum Um Dia a Mais 2002 (mais de 60 mil cópias vendidas)
- CD de Ouro - álbum Vale a Pena Sonhar 2004 (mais de 50 mil cópias vendidas)
- O single Espelho entrou para a lista da Billboard como uma das músicas mais executadas nas rádios do País
- Troféu Promessas 2013 - Melhor Grupo (indicado)
- Prêmio Profissionais dá música 2016 - Melhor Artista Gospel - Novo Som (semifinalista - indicado)
- Prêmio Profissionais dá música 2016 - Melhor Cantor - Alex Gonzaga (finalista - Indicado)